# Erhu

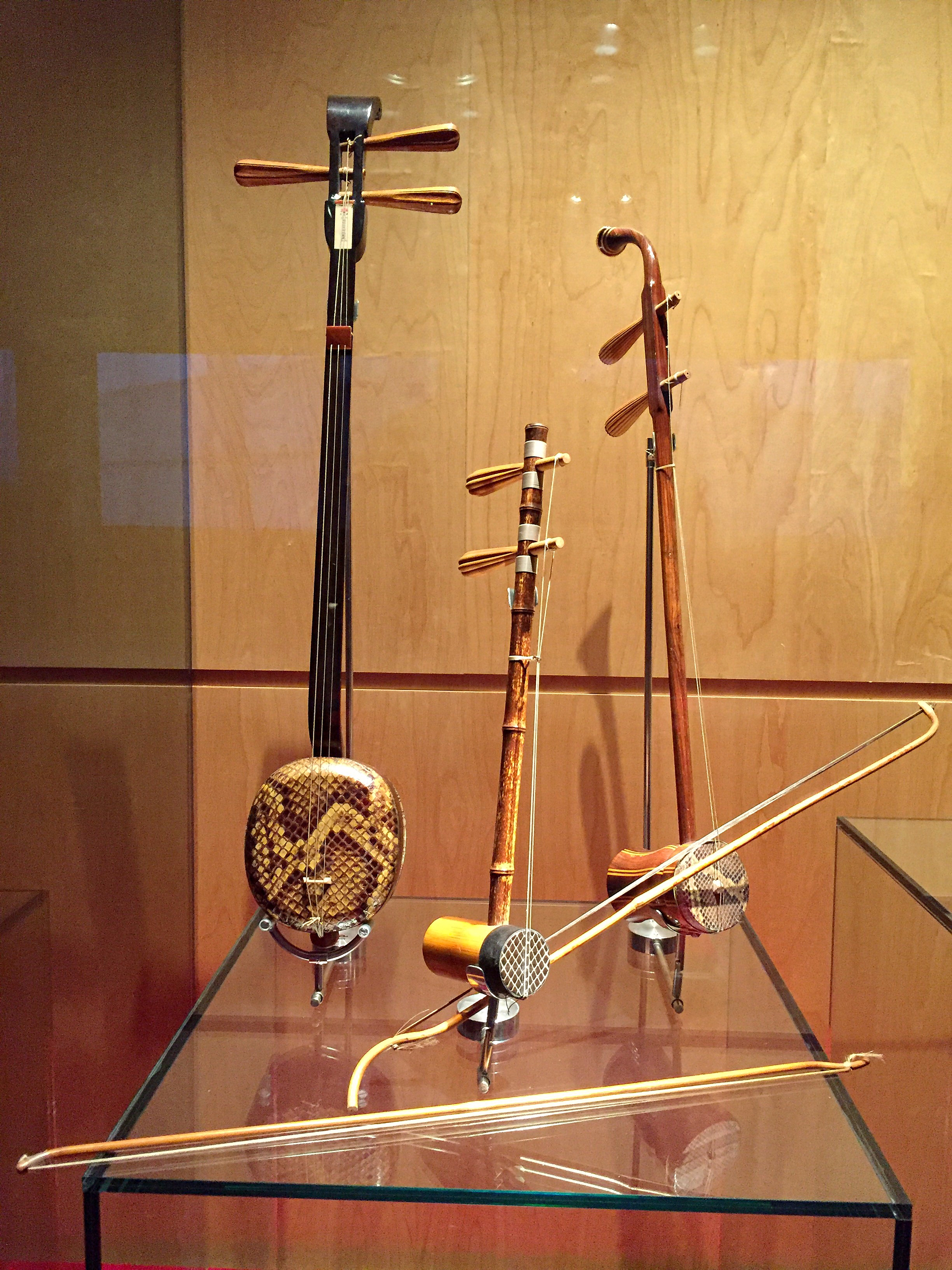
Família d'instruments huqin al Museu de la Música de Barcelona

L'erhu (二, èr, 胡, hú) és un instrument cordòfon amb dues cordes, de vegades anomenat “violí espiga” o “violí del sud” o, també, al món occidental, “violí xinès” o “violí xinès de dues cordes”. Se sol emprar com a instrument solista, però també en petits i grans conjunts orquestrals. És el més conegut de la família huqin, cordòfons tocats per diversos grups ètnics de la Xina. És un instrument molt versàtil que pot emprar-se tant en la música tradicional com en la contemporània, com el pop, rock, jazz, etc.

## Història
Podem trobar traces de l'erhu en els instruments introduïts a la Xina durant el període proto-Mongòlic, fa un miler d'anys. Es creu que ha evolucionat del xiqin (奚 琴). El xiqin possiblement té els orígens a Centre Àsia, amb els pobles Xi, que arribaren a la Xina el segle x.
El primer ideograma en l'escriptura xinesa del nom de l'instrument (二, èr, dos) es creu que prové del fet de tenir, justament, dues cordes. Una explicació alternativa seria que és el segon instrument amb entonació més aguda de la família huqin, després del gaohu a l'orquestra xinesa moderna. El segon ideograma (胡, hú) indica que és membre de la família huqin. El terme huqin significa literalment “instrument dels Wu Hu”, indicant que l'instrument possiblement era originari de les regions del nord o de l'est de la Xina, generalment habitades per pobles nòmades dels anteriors regnes Han.
Les cítares antigues de la Xina, incloïen els xiqin, yazhen i yaqin', també l'ajaeng coreà, tocat originàriament amb arquet, que creava la fricció amb les cordes. Tan bon punt com es va inventar l'arquet amb cerres de cavall, es va estendre ràpidament.

## Construcció i interpretació
L'erhu consisteix en un llarg mànec vertical, que a l'extrem superior té dues clavilles i, a la part inferior, una petita caixa de ressonància coberta amb pell de pitó a la part frontal. Dues cordes van des de les clavilles fins a la base, on un petit llaç de corda subjecta i tensa les cordes sobre un pont de fusta.
L'erhu té algunes característiques singulars. La primera és el so característic produït per la vibració de la membrana, feta de pell de serp. La segona, és que no té diapasó o batedor: l'intèrpret prem les cordes fent-hi pressió amb els dits, sense que aquestes toquin el mànec. La tercera, és que l'arquet amb cerres de cavall mai se separa de les cordes (que antigament eren de seda i actualment són metàl·liques). La primera menció d'arquets fets amb cerres de cavall fou durant la Dinastia Yuan (1279-1368). L'arquet passa entremig de les cordes, en lloc de fregar-les per damunt. Finalment, les dues cordes es troben molt a prop l'una de l'altra i l'intèrpret les toca totes dues com si fossin una sola corda. La corda que es troba més a prop de l'intèrpret normalment s'afina amb la nota Re i l'altra, l'externa, en La, una quinta més aguda. La tessitura màxima d'aquest instrument és de tres octaves i mitja (de Re4 a La7).

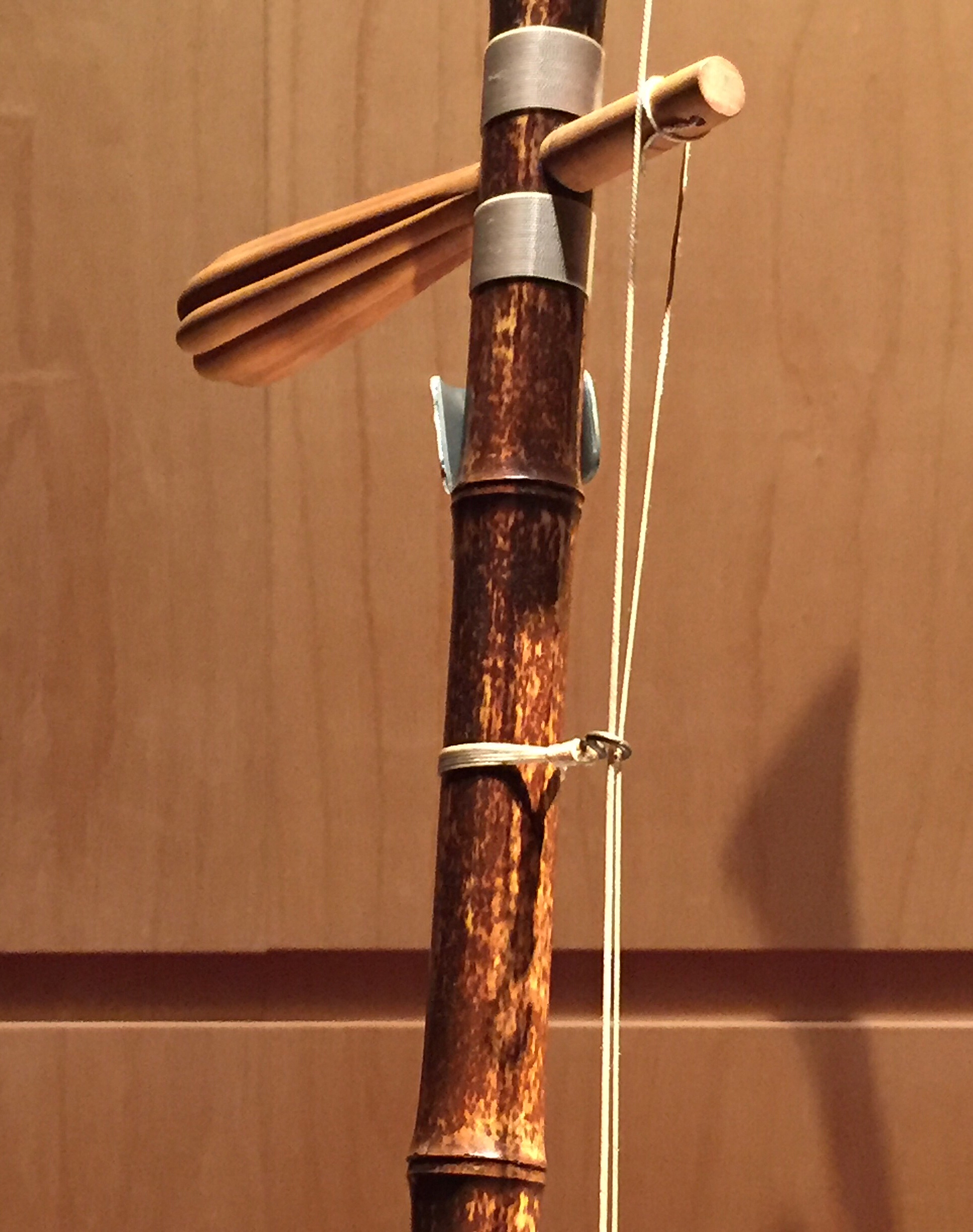
Detall de la tela amb ganxo

S'utilitzen diverses fustes per a construir l'erhu, incloent zi tan (紫檀 Pterocarpus i altres fustes de la família com el padauk), lao hong mu (老红木 fusta vermella antiga), wu mu (乌木 fusta negra), i hong mu (红木 fusta vermella). Particularment els bons erhu’s són fets de fusta de mobles antics. L'erhu típic fa 81 centímetres de llargada, la mateixa mida de l'arquet.
Parts de l'erhu:

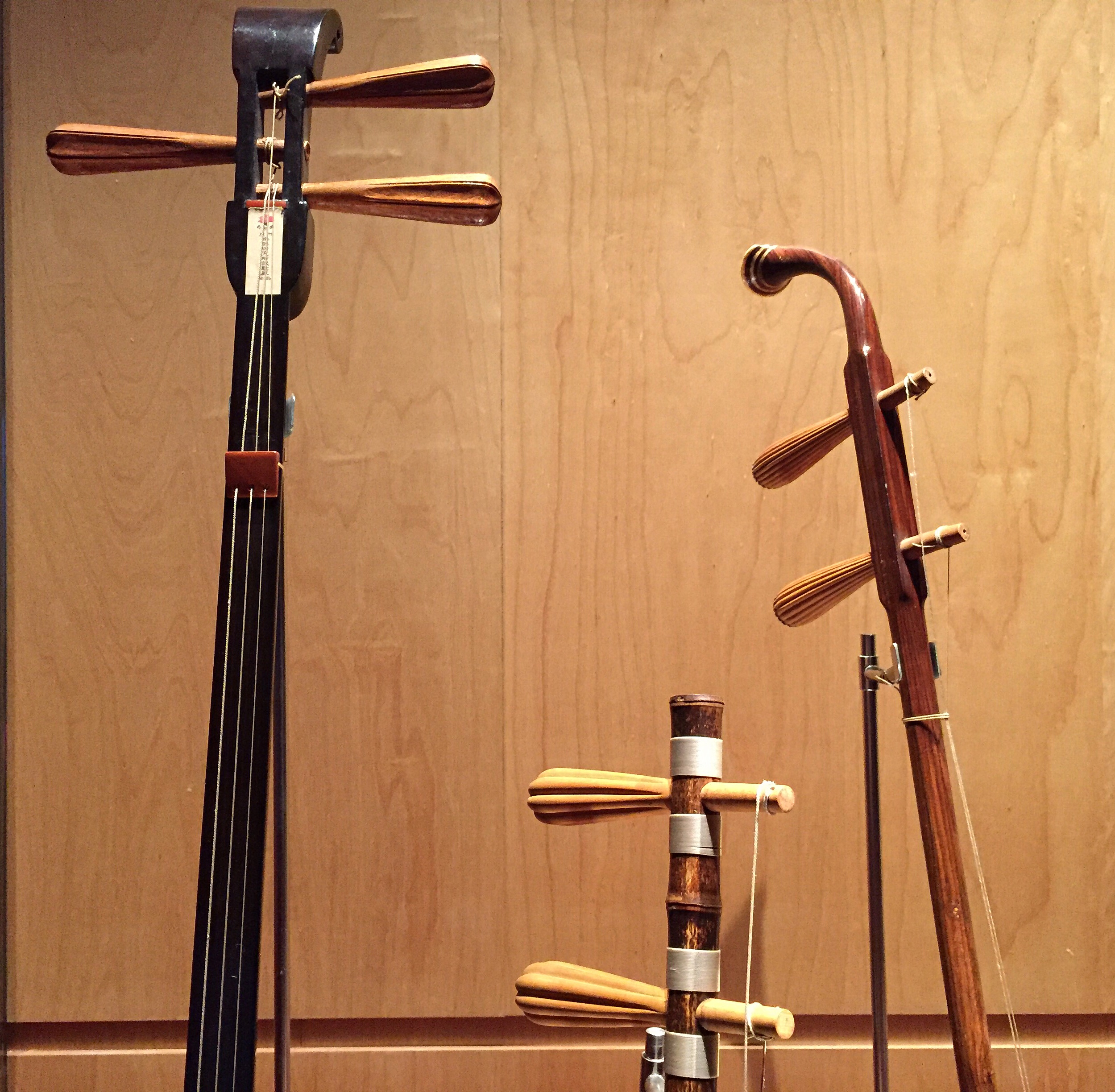
Detall de clavilles

- Qín tong (琴筒), la caixa de ressonància, és hexagonal ("liu jiao’', al Sud), octogonal ("ba jiao", al Nord), o, menys habitualment, rodona.
- Qín pí/She pí (琴皮/蛇皮), la pell, feta de pitó, que és la que confereix el so característic a l'instrument.
- Qín gan (琴杆), el mànec.
- Qín tou (琴頭), la part superior del mànec, normalment una peça corba feta d'os o de plàstic, però algunes vegades amb un cap de dragó tallat.
- Qín zhou (琴軸), les clavilles, tradicionalment de fusta o metall.
- Qiān jin (千斤), la rosca, feta de corda o, rares vegades, és un ganxo de metall.
- Nèi xián (内弦), la corda interior, normalment afinada en Re, més a prop de l'intèrpret.
- Wai xián (外弦), la corda externa, normalment afinada en La.
- Qín ma (琴碼), el pont, fet de fusta.
- Gong (弓), l'arquet, té un cargol per regular la tensió de les cerres.
- Gong gan (弓杆), la vara de l'arquet, feta de bambú.
- Gong máo (弓毛), les cerres, normalment de crinera blanca de cavall.
- Qín diàn (琴墊), el coixinet, peça esponjosa de feltre o orba situada entre les cordes i la pell, per sota del pont, per millorar el so.
- Qín tuō (琴托), la base, peça de fusta annexa sota la caixa de ressonància per a oferir una superfície llisa que permeti descansar l'instrument sobre la cama.

Gran part dels erhu estan produïts, actualment, a fàbriques. Els grans centres de producció es troben a Beijing, Xangai i Suzhou. En el període col·lectivista després de l'establiment de la República Popular Xina, aquestes fàbriques van sorgir de la fusió de diversos taller privats que existien prèviament. Encara que la majoria d'erhu són fabricats en sèrie, els de millor qualitat es fan a mà per especialistes.
Al segle xx es va intentar estandarditzar l'erhu, amb la intenció de millorar-ne la construcció i que sonés millor i més fort. El canvi més gran va ser substituir les cordes de seda per les de metall, de manera gradual. El 1950 la corda prima (La) va ser canviada per una corda prima de violí (Mi), mantenint la segona corda de seda. El 1958 els músics professionals feien servir les dues cordes metàl·liques com a estàndard.

### Ús de la pell de pitó
El 1988 la Xina va aprovar la Llei de Protecció d'Espècies en Perill d'Extinció després de la ratificació de la Convenció Internacional (CITES), esdevenint il·legal emprar o comerciar amb pitons sense llicència. Per a regular l'ús de pell de pitó, l'administració xinesa va incorporar un esquema de certificació entre els venedors de pell de pitó del sud-est d'Àsia i els lutiers de la Xina. Des de l'1 de gener de 2005, s'estableixen noves regulacions, com que els erhu no siguin fets amb pell de pitó salvatge, sinó amb pitons criades a granges. Les persones tenen permís per a extreure un màxim de dos erhu fora de la Xina quan viatgen; les empreses o comerços necessiten certificats addicionals d'exportació.
Fora de la Xina, els constructors de l'erhu es poden regir per les seves pròpies llicències CITES aprovades pels governs dels respectius països. L'exportació és legal, ja que aquests instruments s'han fet amb pells legals.
Alguns ‘erhus són fets amb productes reciclats. La Hong Kong Chinese Orchestra inicià la seva recerca per trobar alternatives a la pell de pitó el 2005. L'orquestra va dissenyar les sèries eco-huqin, que substituïen la pell de pitó per membranes de polièster. Aquesta innovació els va situar com als primers de Hong Kong en rebre el premi Innovation Award del Ministeri de Cultura. Aquesta acció no només va reduir la pressió sobre les pitons salvatges, sinó que va aconseguir una millor durabilitat i una estabilitat de timbre.

### Afinació
L'erhu gairebé sempre està afinat amb un interval de quinta. La corda interior (més a prop de l'intèrpret) generalment està en Re i la de fora en La. Aquestes dues cordes corresponen a l'afinació de les dues cordes centrals del violí.

### Posició
L'erhu es toca assegut, amb la caixa col·locada damunt la cuixa esquerra i el mànec en posició més o menys vertical. Així i tot, de vegades es pot tocar dret gràcies a un cinturó que subjecta l'instrument.

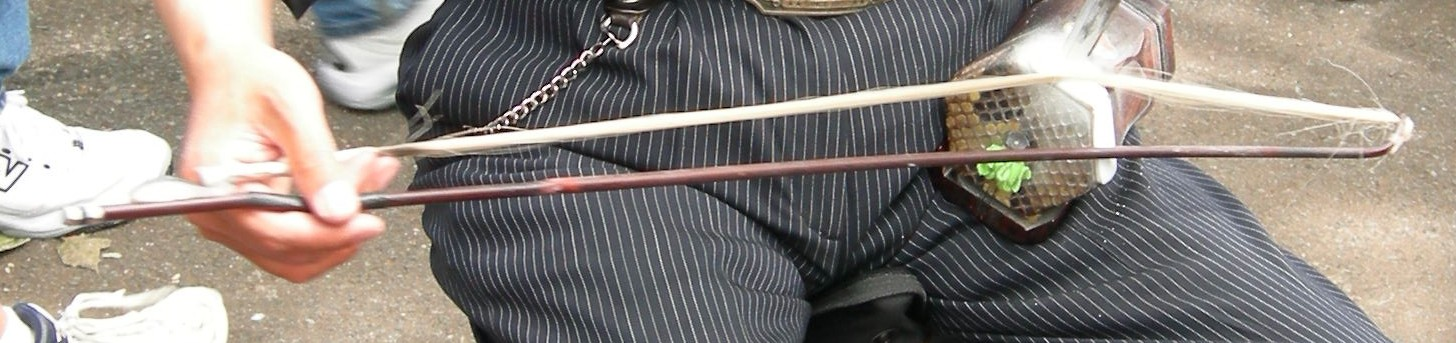
L’arquet es fixa entre les cordes, com que les cerres s'afluixen, un dit de la mà de l'arquet les pressiona per a crear suficient tensió i així establir la fricció adequada.

### Mà dreta
L'arquet està subjectat entre les dues cordes. S'ajusta la tensió de les cerres de l'arquet a mesura que es toca. Un o dos dits de la mà dreta serveixen per a crear aquestes tensions específiques. Les cerres de l'arquet se situen entremig de les cordes i es mou a banda i banda per produir el so, l'intèrpret pressiona l'arquet cap a fora per tocar la corda La i empeny cap a dins si vol tocar el Re.
Tot i que per a la majoria de músiques es fa servir l'arquet, l'erhu també pot ser pinçat, emprant el segon dit de la mà dreta. Això produeix un so sec i suau (i més ple si les cordes es toquen a l'aire), són efectes sonors més habituals de la música contemporània.

### Mà esquerra
La mà esquerra modifica l'afinació de les cordes a través de la pressió dels dits en el punt desitjat. Com que l'instrument no té trasts, l'entonació pot ser una mica imprecisa, però ressonant. La tècnica inclou, entre d'altres, el hua yin (passades), rou xian (vibrato), i el huan ba (canvi de posicions).

## Música per a erhu
Un important compositor per a erhu va ser Liu Tianhua (刘天华/劉天華; Liú Tiānhuá; 1895–1932), un músic xinès que a més a més havia estudiat la música occidental. Va compondre 47 exercicis i 10 peces de solo (1918–32) que han suposat el centre del desenvolupament de l'erhu com a instruments de solo. Entre les seves obres trobem Yue Ye (月夜; Yuè yè, Moon Night) i Zhu ying Yao hong (烛影摇红; Zhú yǐng yáo hóng, Shadows of Candles Flickering Red).

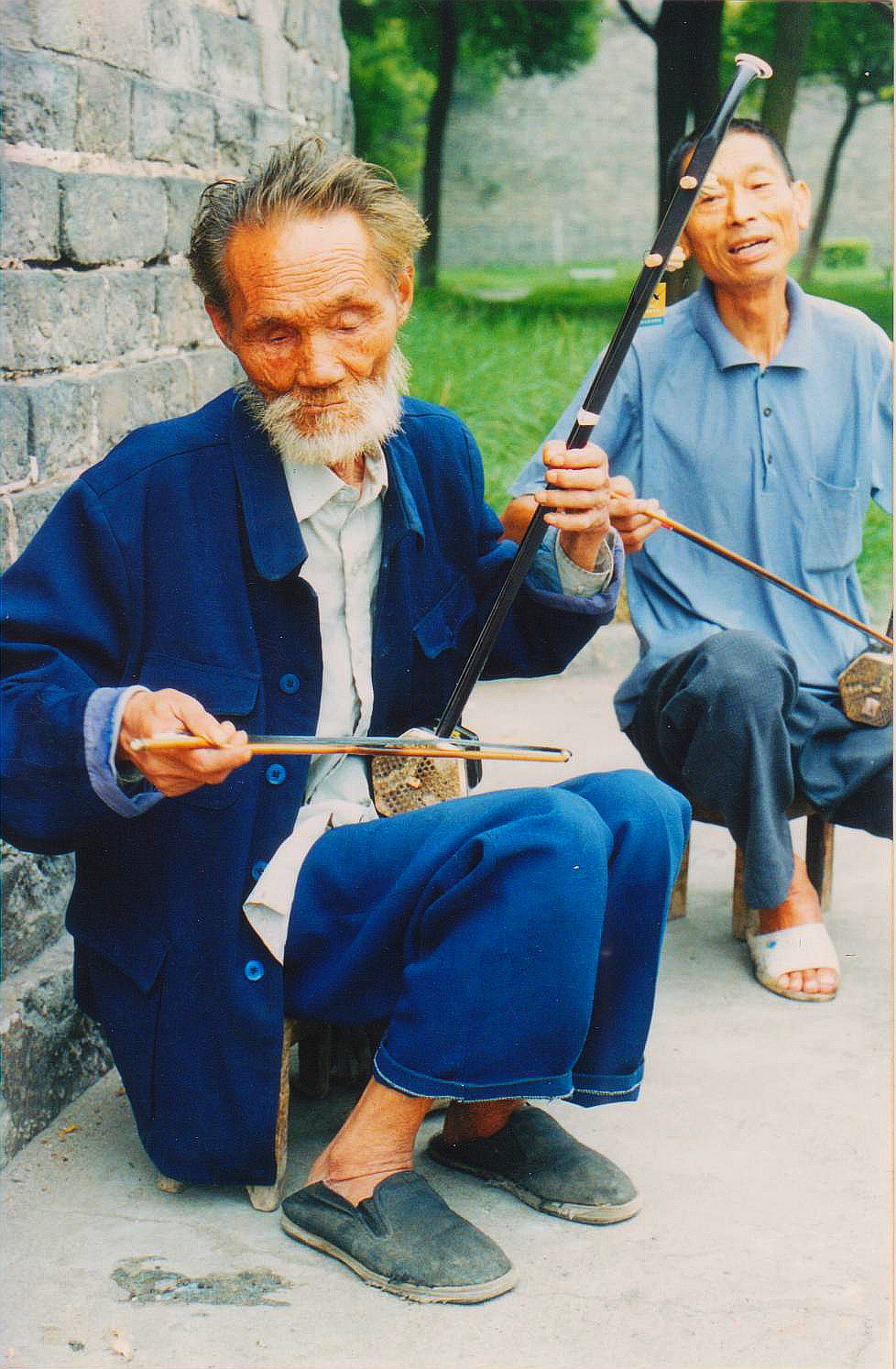
Un músic cec tocant a Jingzhou, Hubei, Xina, 2006

Altres peces són ‘Er Quan Ying Yue (1950, Moon Reflected on Second Spring) d'A Bing, Sai Ma (Horse Race) de Huang Haihuai, Henan Xiaoqu (Henan folk tune) de Liu Mingyuan, i Sanmenxia Changxiangqu (1961, Sanmen Gorge Capriccio) de Liu Wenjin. La majoria s'interpreten acompanyades del yangqin, altres peces de Liu Tianhua com Er Quan Ying Yue originalment no tenen cap tipus d'acompanyament.
A més a més del repertori propi, l'erhu és un dels instruments importants als conjunts musicals regionals com Jiangnan sizhu, als conjunts de teatre cantat tradicional xinès i a les orquestres xineses modernes.
L'erhu s'ha utilitzat a la música de l'espectacle O de Cirque du Soleil i als concerts de gira de Shen Yun. També a grups de fusió rock com The Hsu-nami, o a la banda taiwanesa de black-metal ChthoniC, i també a la cançó Field Below de Regina Spektor.
Recentment, l'erhu ha aparegut a moltes bandes sonores, sobretot de sèries de televisió com Earth: Final Conflict (tocat per George Gao), al videojoc World of Warcraft: Mists of Pandaria (interpretat per Jiebing Chen). També apareix com a leitmotiv dels Vulcans a la banda sonora del 2009 de Star Trek per Michael Giacchino.
Els grups que toquen a les festes de noces de Cambodja sovint incorporen un erhu.

### Intèrprets famosos

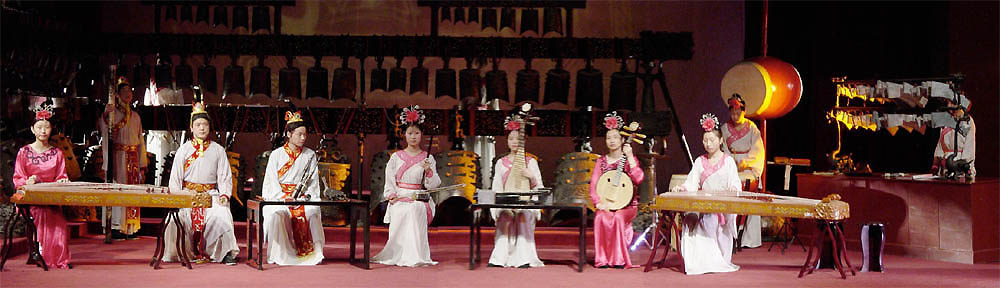
Dotze membres del grup Hubei Provincial Museum, l'erhu és el quart començant per l'esquerra.

Abans del segle xx, la majoria de huqin es tocaven per a acompanyar teatre xinès o narracions. L’ús de l'erhu com a instrument solista va començar a principis del segle xx, durant el desenvolupament de la “guoyue” (literalment música nacional), una forma moderna de la música tradicional xinesa escrita i adaptada pels concertistes professionals. Zhou Shaomei (周少梅; 1885–1938) i Liu Tianhua (刘天华; 1895–1932) van ser dels músics més actius. Liu va crear les bases de l'erhu modern interpretant-lo amb els seus estudis i peces de solo. Liu Beimao (刘北茂; 1903–1981) va néixer a Jiangyin, Jiangsu. Les seves composicions inclouen 'Xiao hua gu (1943) (Petit tambor flor). Jiang Fengzhi (蔣风之; 1908–1986) i Chen Zhenduo (陈振铎) van ser alumnes de Liu Tianhua, la peça Hangong Qiuyue (Lluna de tardor del palau Han) va ser adaptada i arranjada per Jiang. Hua Yanjun (A Bing) (华彥君-阿炳, c. 1893–1950) era un músic de carrer cec. Poc abans de morir l'any 1950, dos musicòlegs xinesos van enregistrar-lo tocant diverses peces amb l'erhu i la ‘pipa, la més coneguda és Erquan Yingyue.

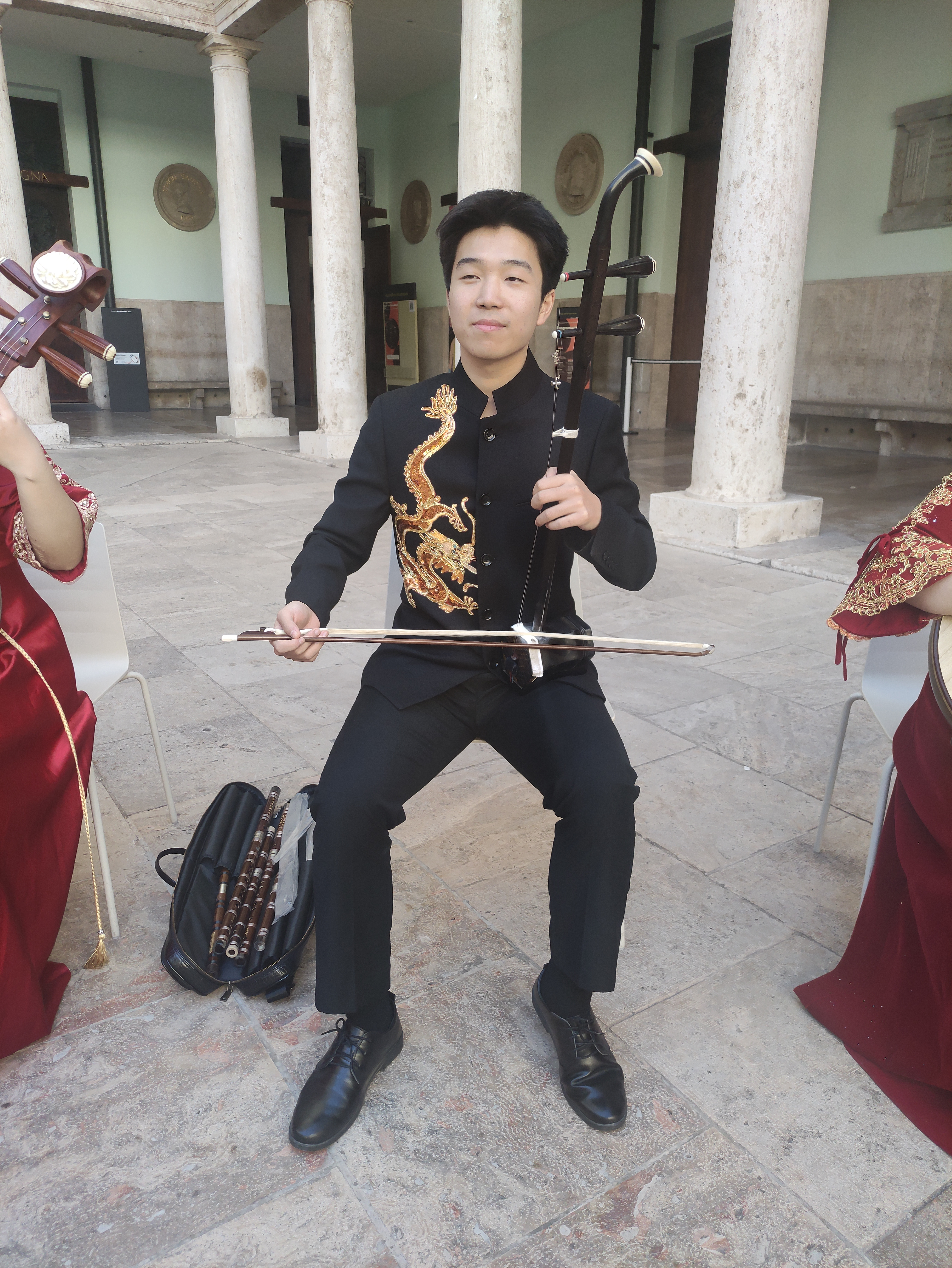
Músic de la Banda Folklòrica de NENU toca l'Erhu a la Nau de València, en el XVI aniversari de l'Institut Confuci.

Amb la fundació de la República Popular de la Xina i l'expansió d'un model de música tradicional, l'erhu sol es va continuar desenvolupant. Intèrprets importants d'aquesta època foren Lu Xiutang (陆修堂; 1911–1966), Zhang Rui (张锐; nascut el 1920), Sun Wenming (孙文明; 1928–1962), Huang Haihuai (黄海怀), Liu Mingyuan (刘明源; 1931–1996), Tang Liangde (汤良德; 1938–2010), Zhang Shao (张韶) i Song Guosheng (宋国生).
Liu Mingyuan (刘明源; 1931–1996) va néixer a Tianjin. Va ser conegut pel seu virtuosisme amb molts instruments de la família dels huqin, i concretament del banhu. Les seves composicions i arranjaments inclouen Henan Xiaoqu (Henan tradicional) i Cao Yuan Shang (En pastures) per zhonghu. Durant molts anys va donar classes al Conservatori de Música de Beijing.
Tang Liangde (Tong Leung Tak 汤良德; 1938–2010) fa néixer a Xangai en una coneguda família de músics. Va guanyar la competició d'erhu "Shanghai's Spring" i va continuar de solista a la Film Orquestra Xinesa de Beijing, les seves composicions i interpretacions es poden sentir al documental Nixon to China. Tang va ser solista de l'Orquestra Xina de Hong Kong, i més tard es dedicà a difondre la música i l'educació per a l'Oficina del Govern de Hong Kong fent gires arreu del món i, l'any 1991, fou nomenat Professor d'Art de l'Any pel Gremi d'Artistes de Kong Kong.
Wang Guotong (王国潼; born 1939) va néixer a Dalian, Liaoning. Va estudiar amb Jiang Fengzhi, Lan Yusong i Chen Zhenduo i es graduà el 1960 al Conservatori Central de Beijing. Va interpretar l'estrena de Sanmenxia Changxiangqu (Sanmen Gorge Rhapsody) composta per Liu Wenjin. L'any 1972, Wang esdevingué solista de l'erhu i més tard director artístic de l'Orquestra Tradicional de la Xina. Retornà al Conservatori Central el 1893 com a cap de departament de música xinesa. Ha escrit molts llibres i articles sobre l'instrument i la interpretació i ha realitzat gires per molts països com a intèrpret. Wang també va treballar amb la Fàbrica Nacional d'Instruments de Beijing ajudant a desenvolupar el disseny de l'instrument.
Min Huifen (閔惠芬; 1945–2014) va néixer a Yixing, Jiangsu. Min va ser conegut primer per ser el guanyador l'any 1964 de la quarta competició nacional d'erhu “Shanghai Spring”. Va ser alumna de Lu Xiutang i Wang Yi, es graduà al Conservatori de Música de Xanghai el 1968, i fou solista a l'orquestra Shanghai minzu yuetuan.
Yang Ying (杨英; born 1959) va ser la solista del Chinese National Song and Dance Ensemble (中央歌舞团) de Beijing entre els anys 1978 i 1996. Va ser una campiona nacional de l'erhu i va enregistrar continuadament per a la indústria del cinema xinès.
L'erhu també es toca amb altres instruments tradicionals xinesos com la pipa al grup de música contemporània Twelve Girls Band. Interpreten música tradicional xinesa, així com música clàssica i popular occidental.
Alguns grups han fet servir l'erhu en el context de la música rock, com ho feia l'any 2012 la banda de black metal Chthonic. La banda de rock progressiu de New Jersey The Hsu-nami interpreten subestils de rock que inclouen metal, psicodèlic, rock progressiu i funk. Un erhu amplificat hi pren el lloc de la veu principal.
Joshua Eustis, membre de Nine Inch Nails el tocava en el tema Disappointed.